# Aerovias Guest
Aerovias Guest S.A. était la troisième compagnie aérienne fondée au Mexique après Mexicana de Aviación et Aeronaves de Mexico. À la suite de sa banqueroute elle a été intégrée à Aeronaves de Mexico.

## Histoire
Aerovias Guest a été fondée en juin 1946. Dans les années 50, la compagnie aérienne a commencé un partenariat international avec Scandinavian Airlines (SAS) après que SAS eut acheté une part de la compagnie aérienne. Le nom de la compagnie aérienne a ensuite été changé pour Guest Aerovias Mexico. SAS a vendu sa part de la compagnie aérienne en 1961. 
Au début de 1963, la compagnie offrait un vol tous les jours avec un DC-8 Douglas entre Mexico et New York ainsi que qu'un vol entre Mexico et Miami avec un DC-8 quatre jours par semaine et a également opéré des vols sur De Havilland Comet 4C deux fois par semaine sur les itinéraires Mexico - Guatemala - Panama - Caracas et Mexico - Guatemala - Panama - Bogota. Aerovias Guest a ensuite été repris par Aeronaves de Mexico plus tard en 1963 et le nom de la société a été retiré. 

## Les destinations
Aerovias Guest a desservi  les destinations suivantes : 
- Bermudes, Royaume-Uni
- Caracas, Venezuela
- Lisbonne, Portugal
- Madrid, Espagne
- Mexico, Mexique (base)
- Miami, États-Unis
- New York, États-Unis
- Panama City, Panama
- Paris, France
- Windsor, Canada

## Flotte
La flotte d’Aerovias Guest était composée des avions suivants : 
- 2 de Havilland Comet 4C
- 6 Douglas C-54 Skymaster
- 4 Douglas DC-6
- ? Douglas DC-8 C[2]
- 3 Lockheed L-749
- 2 Lockheed L-1049G